# Turpinia insignis
Turpinia insignis är en pimpernötsväxtart som först beskrevs av Carl Sigismund Kunth, och fick sitt nu gällande namn av Louis René Tulasne. Turpinia insignis ingår i släktet Turpinia och familjen pimpernötsväxter. Inga underarter finns listade i Catalogue of Life.